# Reichspressekammer
Die Reichspressekammer (RPK) regelte während der Zeit des Nationalsozialismus das deutsche Pressewesen.
Sie ging aus der Reichsarbeitsgemeinschaft der deutschen Presse hervor und wurde am 1. November 1933 aufgrund der Ersten Verordnung zur Durchführung des Reichskulturkammergesetzes gegründet. Sie bildete eine der sieben Unterkammern der Reichskulturkammer.
Die Mitgliedschaft in der Reichspressekammer war Voraussetzung für eine berufliche Tätigkeit im Pressebereich.
Die Reichspressekammer war als eine öffentlich-rechtliche Körperschaft organisiert. Ihr Sitz befand sich in Berlin W 35 in der Von-der Heydt-Straße 10. 
Der Reichspressekammer stand als Präsident Max Amann, seines Zeichens Reichsleiter für die Presse der NSDAP, vor. Vizepräsident war mindestens im Jahre 1940 Staatssekretär Otto Dietrich, der auch Reichspressechef der NSDAP war. In jenem Jahr wirkte Anton Willi als Geschäftsführer. Der Präsidialrat bestand 1940 neben dem Präsidenten und Vizepräsidenten der Reichspressekammer sowie dem Geschäftsführer aus:
- dem Verlagsbuchhändler und Führer des Reichsverbandes Deutscher Zeitschriften-Verleger Willi Bischoff,
- dem Hauptamtsleiter bei der Reichsleitung der NSDAP Adolf Dresler,
- dem als Präsident des deutschen zeitungswissenschaftlichen Verbandes wirkenden Geheimrat Walther Heide,
- dem Geschäftsführer des NS-Gauverlages für Sachsen Hans Hornauer,
- dem ständigen stellvertretenden Leiter des Reichsverbandes der deutschen Zeitungsverleger und Stabsleiter des Reichsleiters für die Presse der NSDAP, Rechtsanwalt Rolf Rienhardt,
- dem Hauptschriftleiter beim Angriff Hans Schwarz van Berk
- dem Obergruppenführer und stellvertretenden Hauptschriftleiter im Völkischen Beobachter Hauptmann a. D. Wilhelm Weiß
- Hauptamtsleiter Edgar Brinkmann und
- Ildephons Richter

Zu anderer Zeit gehörte Kurt Jahncke zum Präsidialrat der Reichspressekammer.
Strukturiert war die Reichspressekammer in Fachverbände und Fachschaften innerhalb der Kammer. Dies waren u. a.:
- der Reichsverband der deutschen Zeitungsverleger,
- der Reichsverband der Deutschen Zeitschriften-Verleger,
- der Reichsverband der Deutschen Korrespondenz- und Nachrichtenbüros Berlin,
- die Hauptfachschaft der kirchlich-konfessionellen Presse (unterteilt in Reichsverband der Evangelischen Presse und Fachschaft der katholisch-kirchlichen Presse),
- der Fachverband der Rundfunkpresse,
- der Reichsverband der Deutschen Presse,
- die Fachschaft der Verlagsangestellten,
- der Reichsverband Deutscher Pressestenographen,
- der Reichsverband für den werbenden Zeitschriftenhandel,
- der Reichsverband der Deutschen Lesezirkelbesitzer,
- der Verband deutscher Zeitungs- und Zeitschriften-Grossisten,
- die Fachschaft des deutschen Zeitungs- und Zeitschriften-Einzelhandels und
- der Reichsverband deutscher Bahnhofsbuchhändler.

Das offizielle Journal der Reichspressekammer wurde von dem von Wilhelm Weiß geleiteten Reichsverband der Deutschen Presse herausgegeben und trug den Titel Deutsche Presse. Zeitschrift für die gesamten Interessen des Zeitungswesens. Später wurde das Journal umbenannt in Zeitschrift für das gesamte Zeitungs- und Zeitschriftenwesen.